# Helmina von Chézy
Wilhelmine Christiane de Chézy, (nata von Klenke), meglio conosciuta come Helmina (o Helmine) von Chézy (Berlino, 26 gennaio 1783 – Ginevra, 28 gennaio 1856), è stata una scrittrice, librettista e giornalista tedesca.
È ricordata soprattutto come autrice del libretto dell'opera lirica Euryanthe (1824) , messa in musica da Carl Maria von Weber, e come autrice di scritti a forte carattere psicologico. Fu spesso soggetto di ritratti da parte di pittori romantici.

## Biografia

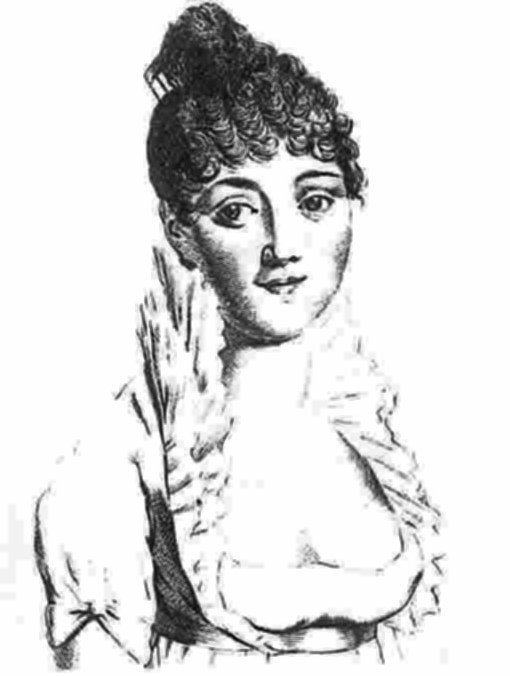
Ritratto di Helmina von Chézy

Wilhelmine Christiane von Klencke nacque a Berlino il 26 gennaio 1783. Era figlia dell'ufficiale Karl Friedrich von Klenke e della scrittrice Karoline Karsch. In seguito però al divorzio dei genitori, avvenuto poco dopo la sua nascita, fu allevata dalla nonna, la poetessa Anna Luise Karsch.
A soli sedici anni si sposò  col barone Hastfer, ma il matrimonio durò solo pochi mesi. Dopo il divorzio, si trasferì nel 1801 a Parigi, dove divenne amica di Madame de Genlis e dove conobbe anche Madame de Staël..
In Francia pubblicò dal 1803 al 1807 il giornale Französische Miscellen e scrisse in onore di Napoleone Bonaparte un poema intitolato Napoleonide e - tra il 1805 e il 1807 - l'opera in due volumi Leben und Kunst in Paris, che però fu sequestrata su ordine dello stesso Napoleone. 
Alice Goff nel suo primo libro, The God Behind the Marble: The Fate of Art in the German Aesthetic State, esamina la storia della giovane donna provenzale che si trovò di fronte all'Apollo del Belvedere nel periodo della sua dislocazione al Louvre in seguito alle spoliazioni napoleoniche, pubblicata da uno scrittore anonimo sul periodico popolare Sentimental Fantasy e ripresa da Helmina von Chézy in Life and art in Paris since Napoleon I (1805 - 1807).  In sostanza la giovane donna, che era entrata nella Galleria delle antichità con la sua famiglia, di fronte all'Apollo del Belvedere cadde in deliquio, i suoi occhi brillarono, il suo essere rimase elettrificato e soccombette travolta da una reale ondata d'amore.
Nel frattempo, nel 1803, si era sposata con Antoine Leonard de Chézy, uno studioso conosciuto grazie a Friedrich Schlegel . Da De Chézy divorziò però sette anni dopo, a causa di una infatuazione per il poeta Chamisso.
Dopo questo secondo divorzio, visse a Heidelberg, Francoforte sul Meno, Aschaffenburg e Darmstadt. In seguito, nel 1817, si trasferì a Dresda. In quell'anno, scrisse il racconto Emmas Prüfung  o Emma und Eginhard  che ricevette le lodi di Tieck; quindi, nel 1823, si trasferì a Vienna, dove l'anno seguente scrisse il libretto di Euryanthe  e Rosamunde, Fürstin von Zypern, In seguito si trasferì dapprima (1830) a Monaco di Baviera e poi a Ginevra .
Nel 1858, pubblicò l'opera in due volumi Unvergessenes, opera che ritrae gli stati d'animo di quell'epoca.
Morì a Ginevra il 28 gennaio 1856 (28 febbraio 1856, secondo un'altra fonte), all'età di 73 anni.
Personalità spregiudicata e volitiva, Helmina von Chézy era costantemente presente nei salotti artistici, capace di intrufolarsi negli ambienti letterari sfruttando conoscenze e parentele spesso non veritiere; con la sua intraprendenza e il suo cattere disinibito affascinò molti artisti, tra cui anche Franz Schubert che scrisse le musiche di scena per il suo Rosamunde.

## Opere (lista parziale)
- Napoleonide
- Leben und Kunst in Paris, 2 voll. (1805-1807)
- Emmas Prüfung (1817)
- Iduna (1820)
- Rosamunde, 1823
- Euryanthe (1824)
- Unvergessenes, 2 voll. (1858)